# Устянівка
Устяні́вка — село в Україні, у Грицівській селищній громаді Шепетівського району Хмельницької області. Населення становить 131 особу.

## Географія
Через село протікає річка Поганка.

## Історія
У 1906 році село Хролинської волості Ізяславського повіту Волинської губернії. Відстань від повітового міста 39 верст, від волості 14. Дворів 71, мешканців 409.